# Angelita Vargas
Ángela Vargas Vega (Sevilla, 1946-Bormujos, 11 de noviembre de 2023) —también conocida como Angelita Vargas— fue una bailaora y cantaora romaní de flamenco de España. 

## Biografía
Nació en el barrio de Triana. Desde muy pequeña ya sabía cantar y bailar. A la edad de ocho años comenzó a recorrer distintos festivales flamencos por toda España. Al principio de su carrera grabó un disco con cantes festeros con el nombre artístico de "Angelilla la Gitanilla", sobrenombre que le pusieron Matilde Coral y Rafael el Negro. Fue presentada, junto a su familia, en el Teatro Lope de Vega durante la VI Bienal de Arte Flamenco de Sevilla. Actuó en varios países, como Estados Unidos, Gran Bretaña, Japón, Holanda y Alemania. 
Intervino en el espectáculo "Flamenco Puro", presentado en París durante el Festival d'Automne y posteriormente en Broadway en Nueva York. Como solista actuó en el espectáculo "La diosa" y junto a Aurora Vargas en "Azabache y Coral", ambas en el Teatro Lope de Vega, en abril de 1997, y en 1998 actúa en "Huellas: Antología de un tiempo" en el Teatro de la Maestranza. 
Presentó su grupo en la Expo '98 de Lisboa y realizó una gira como integrante del proyecto "El Flamenco y el Son Cubano".
Llevó a cabo una larga gira por Japón con su compañía después de una buena acogida en el Queen Elisabeth Hall de Londres, y en el National Concert Hall en Dublín dentro del ciclo "Women in tradition".
En la X Bienal de Arte Flamenco, protagoniza con su grupo el espectáculo "Extremo Puro".
En abril de 1999 Angelita volvió a presentar su grupo en el Teatro Lope de Vega de Sevilla, dentro del "Ciclo Noches Flamencas", y a finales de abril actuó en el Vredenburg, Utrecht (Holanda) en el espectáculo "Una noche de flamenco puro" dentro de su gira por ese país. 
En 2006 ha participado en el espectáculo "Gitanas" de la familia Farruca. También se dedica a la enseñanza, actividad en la que Angelita declara que puede seguir comunicándose a través del baile.
La artista, que residía en la localidad sevillana de San Juan de Aznalfarache, sufrió un ictus y fue ingresada en el Hospital de San Juan de Dios (Bormujos). Falleció en la mañana del 11 de noviembre, a los setenta y siete años. Su capilla ardiente se instaló en el hall del teatro Romero San Juan de San Juan de Aznalfarache.

## Espectáculos
- Flamenco Puro
- La Diosa
- Azabache y Coral,  junto a Aurora Vargas
- Huellas: Antología de un tiempo
- El Flamenco y el Son Cubano
- Extremo Puro
- Una noche de flamenco puro
- Gitanas, junto a la familia de los Farruco

## Premios
- 1980, Premio "Pastora Imperio" de baile.[10]
- 1986, "Premio Nacional al baile" de la Cátedra de Flamencología de Jerez de la Frontera.[11]
- 2016, recibió un homenaje en el "IV Tacón Flamenco" de Utrera que fue todo un éxito de público y artístico, por entonces ya alejada de los escenarios por enfermedad.[12]
- 2012, Premio Curro Vélez.[13]
- 2013, Trianera de Honor.[14]